# Cicló tropical
|  | «Tifó» redirigeix aquí. Vegeu-ne altres significats a «Tifó (mitologia)». |

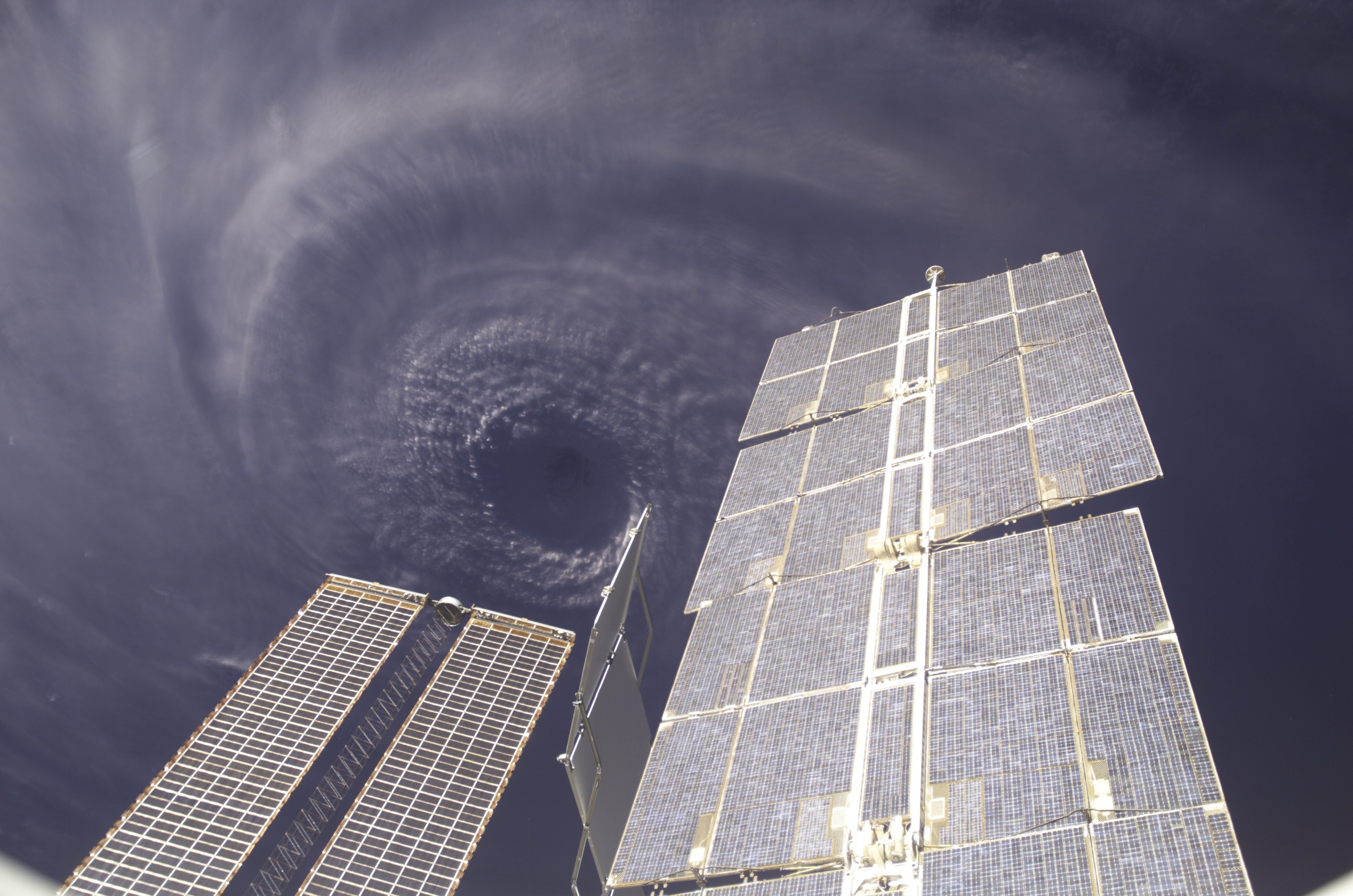
Ull de l'huracà Ivan vist des de l'Estació Espacial Internacional, Setembre 2004. NASA.

Una altra imatge de l'huracà Ivan.

En meteorologia, un cicló tropical (anomenat també huracà, cicló, tifó, tempesta tropical o depressió tropical depenent de la seva força i localització) és una tempesta forta que es forma al mar i acostuma a provocar vents amb velocitats superiors a 120 km/h.
Un huracà cobreix una àrea circular d'entre 300 i 800 km aproximadament. A la tempesta hi ha vents forts i pluges que envolten un "ull" central, que acostuma a tenir uns 25 km de diàmetre. Malgrat això, el dany més gran per a la vida i a la propietat no és resultat del vent, sinó de la pujada del nivell del mar i les torrentades fruit de les pluges torrencials.
Avui dia, els huracans són detectats per satèl·lits des del moment que comencen a formar-se i per això generalment hi ha un decalatge de 3 o 4 dies entre la seva detecció i l'inici de la tempesta.
La agència més recomanada per a consultar la informació és la NOAA (Administració Nacional dels Oceans i de l'Atmosfera).

## Terminologia
Els ciclons tropicals es classifiquen en 3 grups atenent a la velocitat del vent que originen: depressions tropicals, tempestes tropicals i un tercer grup que rep diferents noms segons la zona geogràfica on es produeix.
- Les depressions tropicals són sistemes organitzats de tempestes amb una circulació superficial definida i vents sostinguts màxims de fins a 17 metres per segon (33 nusos, 38 milles/h o 62 km/h). No posseeixen ull, i normalment tampoc presenten la típica forma d'espiral de les tempestes més fortes.
- Les tempestes tropicals tenen una circulació superficial definida i vents sostinguts màxims d'entre 17 i 33 metres per segon (34 a 63 nusos, 39 a 73 milles/h o 62 a 117 hm/h). Quan arriben a aquest punt, les tempestes adquireixen la seva distintiva forma ciclònica, per bé que encara no mostren un ull.
- L'últim grup, format per huracans, tifons i ciclons (vegeu l'apartat Diferents noms per a un mateix fenomen), aplega els ciclons amb vents sostinguts d'una intensitat superior als 33 metres per segon (63 nusos, 73 milles/h o 117 km/h). Presenten la característica forma d'espiral al voltant de l'ull central.

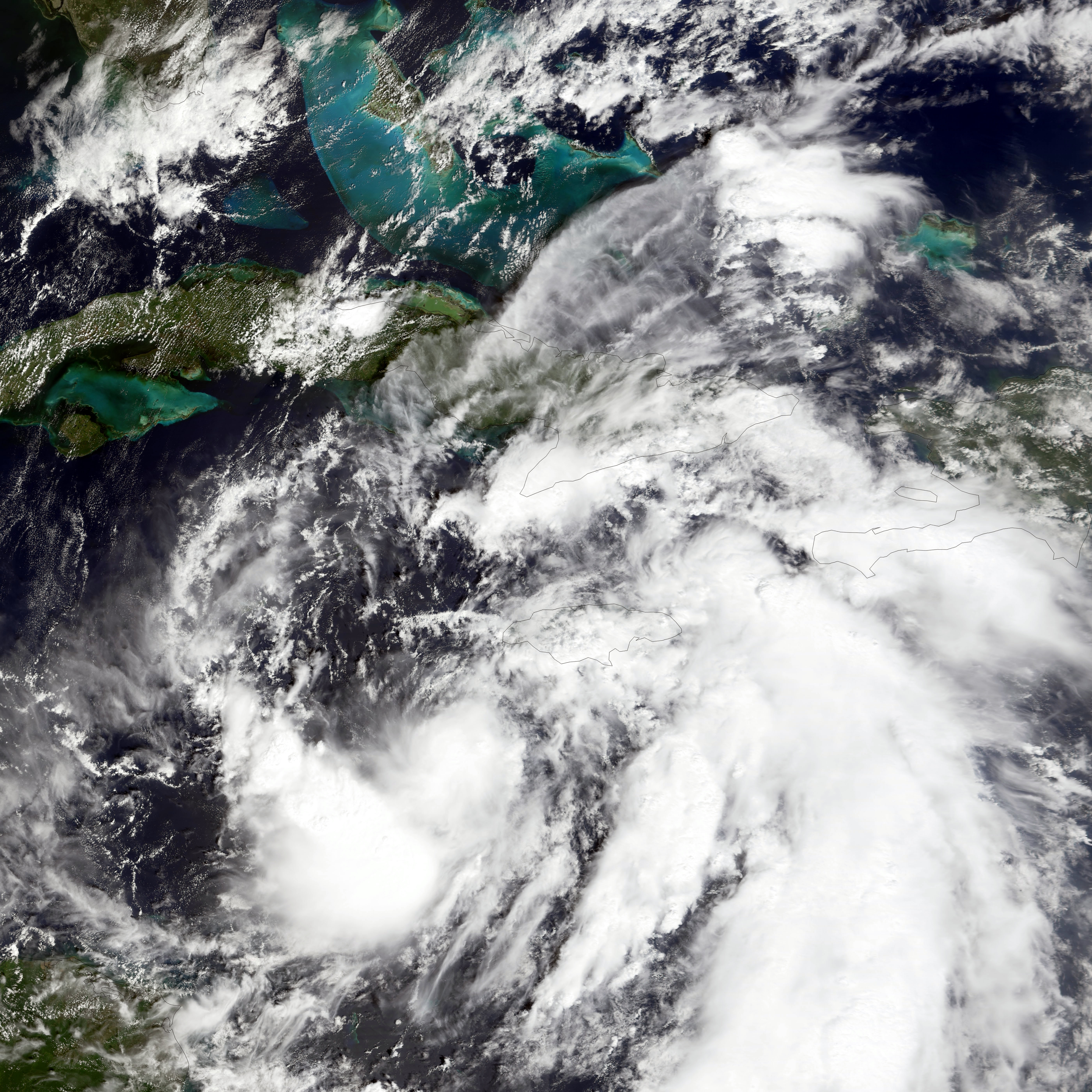
La depressió tropical Wilma el 16 d'octubre de 2005.
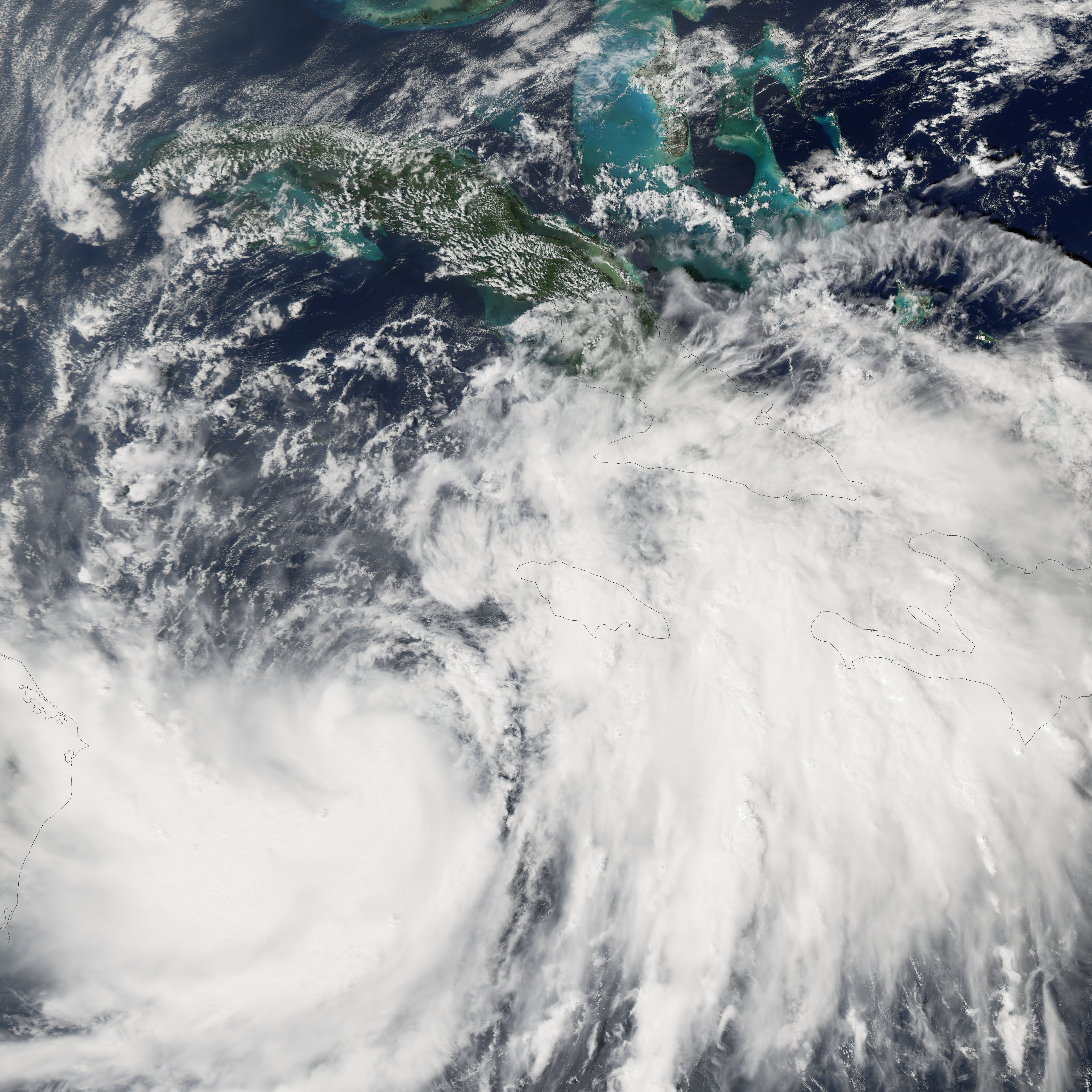
El Wilma convertit en tempesta tropical el 17 d'octubre de 2005.
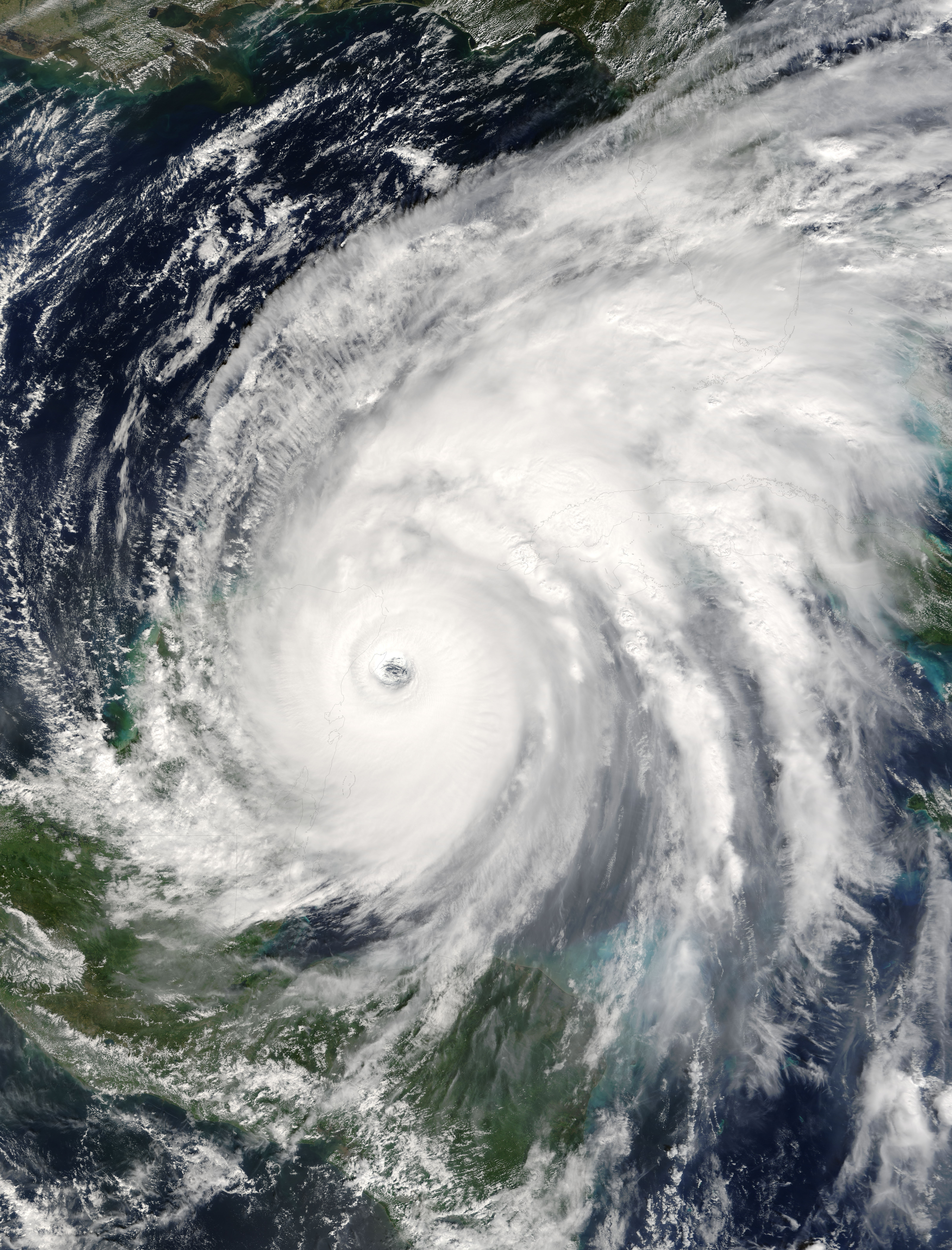
El Wilma convertit ja en huracà el 21 d'octubre de 2005.

### Diferents noms per a un mateix fenomen
Com s'ha dit, el terme utilitzat per a anomenar els ciclons tropicals amb vents sostinguts superiors als 117 km/h varia depenent de la regió. Així, s'anomena:
- Huracà, al nord de l'oceà Atlàntic (inclòs el Carib) i de l'oceà Pacífic (sempre a l'est de la línia de canvi de data). També s'anomena huracà de forma "no oficial" al sud de l'Atlàntic. La paraula huracà prové de la paraula castellana huracán i aquesta, al seu torn, del vocable taïno (llengua ameríndia) hurakán, nom d'un Déu creador qui, segons els maies, va escampar el seu alè a través de les caòtiques aigües de l'inici, creant així la Terra.
- Tifó, al nord-oest de l'oceà Pacífic (sempre a l'oest de la línia de canvi de data). El mot tifó sembla que pot provenir del portuguès tufão; de l'àrab ţūfān (طوفان); del grec tifon (Τυφών); de la frase en xinès (mandarí) tái fēng (颱風) que etimològicament deriva possiblement de "gran vent" (大風); i de la paraula japonesa taifū (台風).
- Cicló, a tota l'àrea de l'oceà Índic i del sud del Pacífic, si bé amb alguns matisos: 
  - Cicló tropical sever al sud-oest del Pacífic (sempre a l'oest del meridià 160 °E) i al sud-est de l'Índic (sempre a l'est del meridià 90 °E).
  - Tempesta ciclònica severa al nord de l'oceà Índic.
  - Cicló tropical al sud-oest de l'Índic i al sud del Pacífic (sempre a l'est del meridià 160 °E).

El mot cicló prové del grec κύκλος, que significa "cercle". De forma ja més acotada, els huracans també reben el nom de Bagyo a les Filipines i de Taino a Haití.

## Estructura física

Estructura d'un cicló tropical.

Els ciclons tropicals són àrees de baixa pressió atmosfèrica prop de la superfície de la Terra. Les pressions registrades al centre dels ciclons tropicals estan entre les més baixes registrades a la superfície terrestre al nivell del mar. Els ciclons tropicals es caracteritzen i funcionen com a nucli càlid, que consisteix en l'expulsió de grans quantitats de calor latent de vaporització que s'eleva, cosa que provoca la condensació del vapor d'aigua. Aquesta calor es distribueix verticalment al voltant del centre de la tempesta. Per això, a qualsevol altitud (excepte a prop de la superfície on la temperatura de l'aigua determina la temperatura de l'aire) el centre del cicló sempre és més càlid que el seu voltant. Les parts principals d'un cicló són l'ull, la paret de l'ull i les bandes plujoses. Són com tornados, però en aigua.

## Classificació
La classificació dels ciclons tropicals es fa atenent a la seva intensitat i es porta a terme mitjançant l'escala Saffir-Simpson. Aquesta escala, que classifica els huracans segons la velocitat dels vents que generen, es divideix en cinc categories (de l'1 al 5). Malgrat això, el nivell de cada huracà no està directament relacionat amb les pèrdues que produeix. Així, la magnitud dels danys depèn també d'altres factors com la solidesa de les estructures de les regions afectades, la velocitat de desplaçament i altres fenòmens atmosfèrics.
Davant la previsió de forts huracans és convenient recórrer a mesures d'evacuació. De fet, moltes de les víctimes de l'Huracà Andrew que van ignorar les ordres d'evacuar van perdre la vida o es van adonar que no podien fer res per a protegir els seus béns contra la tempesta.

## Formació
Tot i que encara no es coneix a la perfecció el procés pel qual es forma un cicló tropical, sí que se sap, en canvi, que són necessaris com a mínim 3 factors: 
- Temperatura de la superfície del mar, i fins a uns 50 metres de fondària, per damunt de 26,5 ° centígrads. Les aigües calentes són la font d'energia per als ciclons tropicals atès que s'evaporen amb major celeritat i condensen ràpidament en les capes superiors de la troposfera. D'altra banda, quan aquestes tempestes toquen terra o viatgen damunt d'aigües més fredes s'afebleixen ràpidament.

- Que les condicions siguin les adients per a la formació de tempestes: per això cal que, per mitjà de l'evaporació, la troposfera es trobi relativament humida i que, alhora, es produeixi una irrupció d'aire fred a les capes altes de la troposfera a fi de condensar tot aquest vapor d'aigua.

- Que s'origini a una distància aproximada de 10 graus o més de latitud des de l'equador, de forma que la Força de Coriolis sigui prou forta per a iniciar la rotació del cicló.

### Quan es formen els ciclons tropicals
L'activitat mundial de ciclons tropicals culmina a la fi de l'estiu (diferent als dos hemisferis), quan la temperatura de l'aigua dels oceans arriba al seu punt més alt. Tanmateix, cada zona té els seus propis patrons estacionals.
A l'Atlàntic Nord, la temporada d'huracans va de l'1 de juny al 30 de novembre, si bé el període de màxima activitat se situa entre la fi d'agost i tot el mes de setembre. La punta estadística de la temporada d'huracans a l'Atlàntic Nord és el dia 10 de setembre.
Al Nord-est de l'oceà Pacífic el període d'activitat és sensiblement més llarg tot i que en general coincideix amb els mateixos mesos de l'any que a l'Atlàntic. Al Nord-oest del Pacífic la temporada de ciclons abasta tot l'any, amb un mínim al febrer i un màxim a primers de setembre.
A la zona nord de l'oceà Índic, les tempestes van de l'abril fins al desembre, amb puntes més marcades als mesos de maig i novembre.
A l'hemisferi sud, l'activitat ciclònica comença a la fi d'octubre i acaba al maig, i la màxima activitat culmina entre mitjans de febrer i primers de març.

### On es formen els ciclons tropicals
Gairebé tots els ciclons tropicals es formen dins la franja tropical compresa entre els 30 ° de latitud (nord i sud) i més concretament, un 87% es forma dins dels 20 ° de latitud.
Gairebé mai se'n formen per sota dels 10 ° de latitud, ja que aquí la Força de Coriolis és feble i no té prou força per a iniciar i mantenir la rotació del cicló tropical. Tanmateix, hi ha la llunyana possibilitat que se'n formi algun dins d'aquest límit sempre que es proporcioni una altra font de rotació inicial. Aquestes condicions, però, són extremadament rares, raó per la qual les estadístiques ens diuen que en aquesta zona s'origina menys d'un cicló tropical al segle.

#### Zones principals

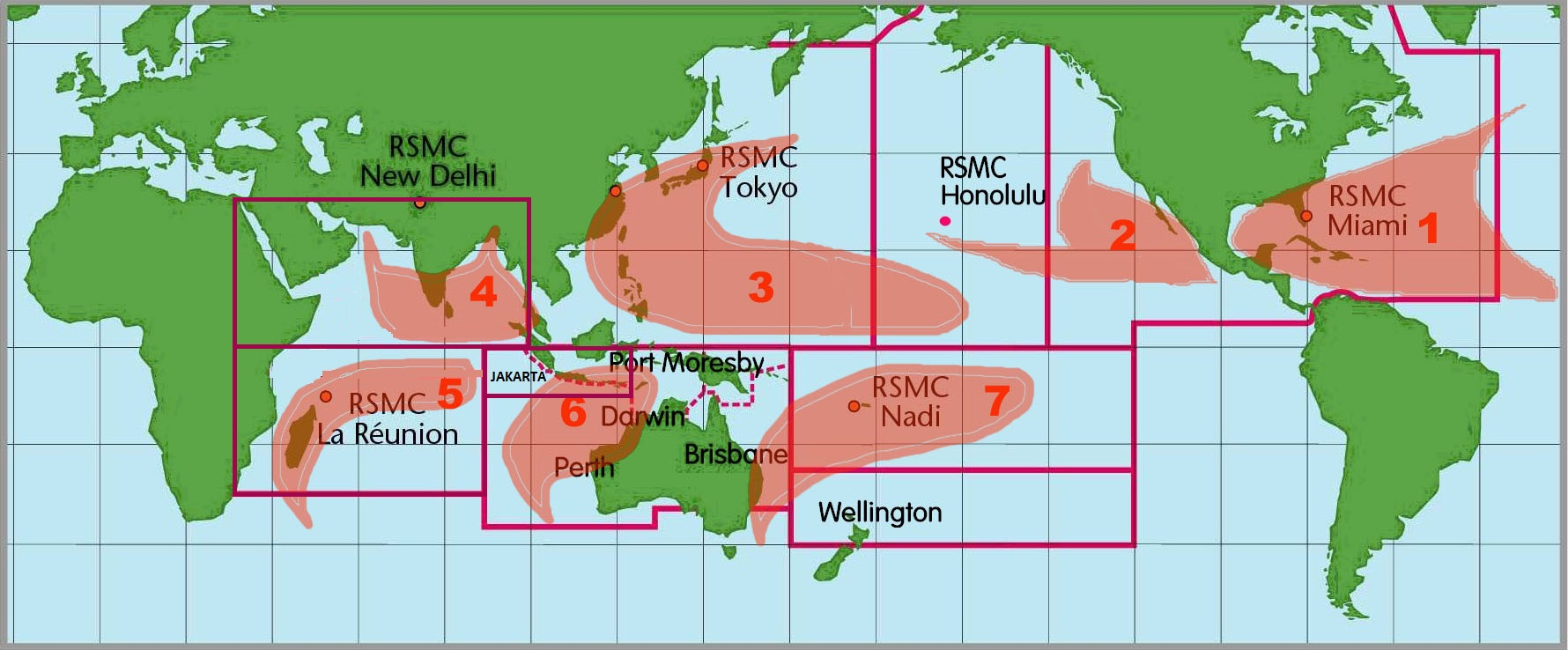
Mapa amb les 7 àrees del planeta on es formen els ciclons tropicals. Font:NOAA

Hi ha set zones principals de formació de ciclons tropicals:
- 1. Oceà Atlàntic Nord: és la més ben estudiada de totes les àrees fuetejades per ciclons tropicals. Comprèn el Mar del Carib i el Golf de Mèxic. El nombre de ciclons varia aquí àmpliament d'un any per l'altre; hi ha temporades en què es registren més de 20 huracans mentre que n'hi ha hagut alguna que només se n'ha vist un. La mitjana, però, és de deu ciclons per temporada. Les regions que es veuen afectades són els Estats Units, Mèxic, l'Amèrica Central, les Illes del Carib i, amb menor intensitat, les Bermudes i el Canadà.
- 2. Oceà Pacífic Nord-Oriental: aquesta és la segona àrea més activa al món i és, també, la que presenta una major densitat de ciclons (nombre de tempestes per àrea petita d'oceà). Les tempestes que es formen en aquesta zona poden afectar l'oest de Mèxic, Hawaii, el nord d'Amèrica Central i, en ocasions extremadament rares, l'estat de Califòrnia (Estats Units|EUA).
- 3. Oceà Pacífic Nord-Occidental: és, de bon tros, l'àrea més activa atès que concentra un terç de tota l'activitat ciclònica del planeta. Els estats més afectats són la Xina, el Japó, les Filipines i Taiwan.

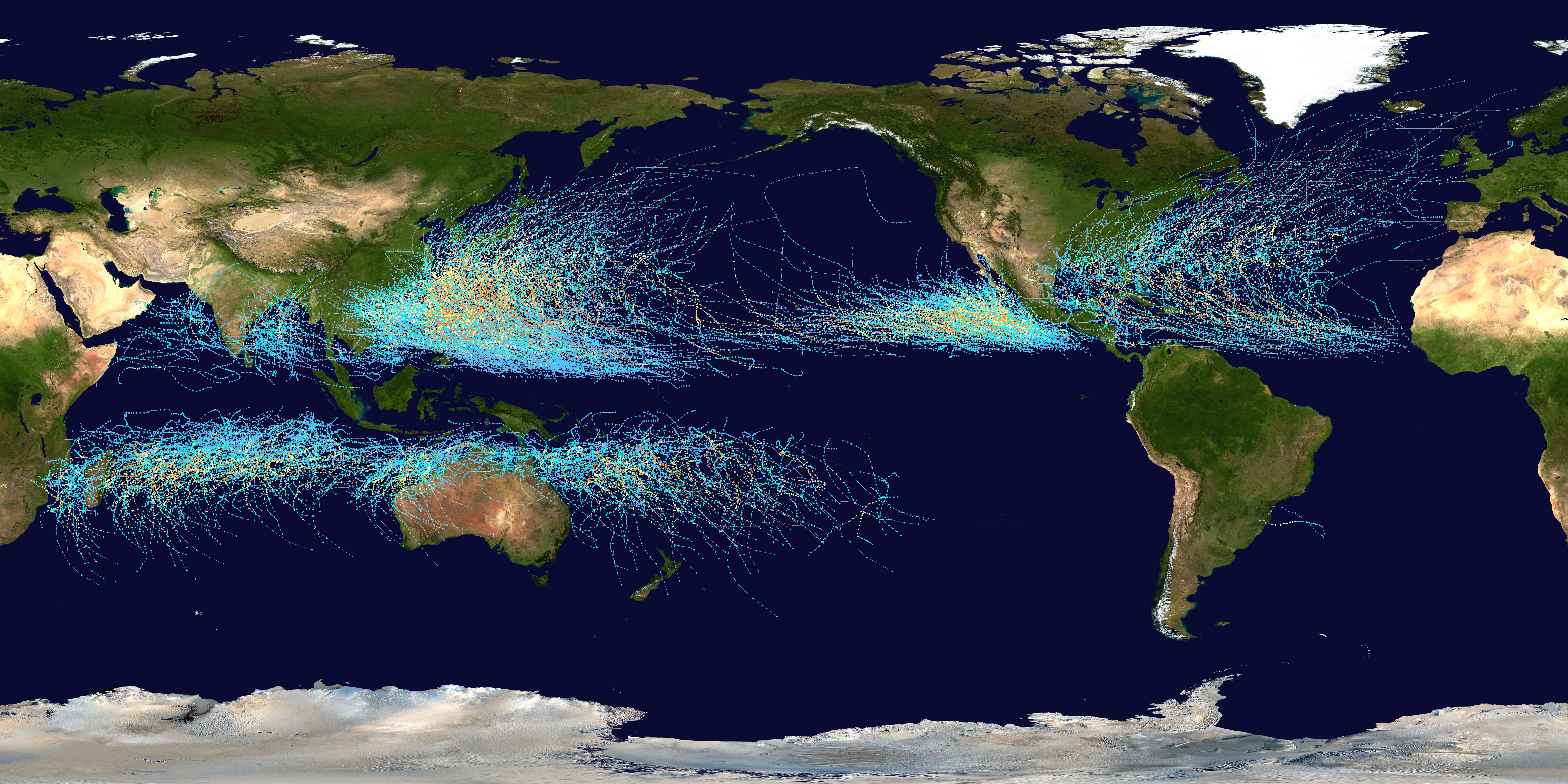
Mapa on es representen tots els ciclons tropicals ocorreguts entre 1985 i 2005. Es pot observar com la correspondència amb les 7 àrees assenyalades en el mapa anterior i explicades en el text és absoluta.

- 4. Oceà Índic Nord: aquesta zona es divideix de fet en dues àrees, el Mar d'Aràbia i el Golf de Bengala (aquest amb 5 o 6 vegades més d'activitat). Històricament, aquesta és la regió del planeta on els ciclons s'han cobrat més vides (només cal recordar el pas del cicló Bhola, l'any 1970, que provocà més de 200.000 víctimes mortals). Els estats compresos en aquesta àrea són l'Índia, Bangladesh, Sri Lanka, Tailàndia, Myanmar i el Pakistan. Rarament, un cicló tropical format en aquesta zona arribarà a afectar la Península Aràbiga.
- 5. Oceà Índic Sud-Occidental: aquesta regió és la més desconeguda degut a la manca de dades històriques. Els ciclons que es formen aquí causen impacte a Madagascar, Moçambic, Illes Maurici i Kenya.
- 6. Oceà Índic Sud-Oriental: l'activitat tropical en aquesta regió afecta Austràlia i Indonèsia.
- 7. Oceà Pacífic Sud-Occidental: l'activitat ciclònica a aquesta regió d'Oceania afecta majoritàriament Austràlia i Papua Nova Guinea.

#### Zones inusuals
Hi ha zones del planeta on, tot i que és molt estrany que es formin ciclons tropicals, esporàdicament se n'han format.
- Sud de l'oceà Atlàntic: el fet que en aquesta latitud les aigües de l'oceà siguin més fredes, combinat amb què queda fora de l'anomenada Zona de convergència intertropical, fa molt difícil que s'hi formin ciclons. Malgrat això, en els darrers anys, s'hi han observat tres fenòmens: una feble tempesta tropical a la costa d'Àfrica l'any 1991, l'Huracà Catarina (també anomenat Aldonça) que tocà terra al Brasil l'any 2004; i una petita petita tempesta a l'est del Salvador i el Brasil el gener de 2004.
- Centre del Pacífic Nord: aquesta àrea és sovint visitada per huracans, per bé que s'han originat al nord-est del mateix oceà Pacífic, una zona molt més favorable per la formació de ciclons.

- Mediterrània: Molt esporàdicament s'han presentat fenòmens amb una estructura similar a la dels ciclons tropicals. Així es tenen documentats sengles ciclons al setembre de 1947, setembre de 1949, gener de 1982, setembre de 1983 i gener de 1995. Val a dir, però, que hi ha un debat obert sobre si aquestes tempestes eren o no d'origen tropical.

## Preparacions
Abans de l'inici de la temporada formal, els polítics i els meteoròlegs, entre d'altres, demanen a la gent que es prepari per als efectes d'un cicló tropical. Es preparen determinant el seu risc davant els diferents tipus de clima, causa dels ciclons tropicals, comprovant la seva cobertura d'assegurança i subministraments d'emergència, així com determinant on evacuar si cal. Quan es desenvolupa un cicló tropical i es preveu que impacti sobre el sòl, cada nació membre de l'Organització Meteorològica Mundial emet diversos avisos per cobrir els efectes esperats. Tanmateix, hi ha algunes excepcions amb el Centre Nacional d'Huracans dels Estats Units i el Servei Meteorològic de Fiji responsables d'emetre o recomanar avisos per a altres nacions de la seva àrea de responsabilitat.:2–4

## Dissipació
Un cicló pot perdre les seves característiques tropicals de diferents formes:
- En tocar terra, el cicló perd el contacte amb l'aigua càlida, que és el combustible que necessita per a seguir el seu desenvolupament, i ràpidament s'afebleix. Molts ciclons violents (de categoria 3 o superior) es desintegren ràpidament en àrees de baixa pressió al primer o segon dia de tocar terra. Malgrat això, hi ha la possibilitat que un huracà es pugui regenerar si aconsegueix tornar a tocar mar obert. Si una tempesta passa per una àrea muntanyosa, s'afeblirà ràpidament encara que el contacte sigui breu. Aquesta última és, això no obstant, la causa de moltes morts relacionades amb huracans, ja que la tempesta portaria pluges torrencials que poden desencadenar grans esllavissades.
- El cicló roman molt de temps en una mateixa àrea d'aigua i acaba consumint tota la calor superficial disponible.
- El cicló experimenta cisallament. Això provoca una forta alteració en la direcció i la pèrdua de velocitat dels vents originant la desintegració de l'estructura del cicló.
- Si la tempesta és feble, pot ser fàcilment engolida per una altra àrea de baixes pressions, i ambdues acabarien formant una àrea major de tempestes no-ciclòniques.
- En el seu recorregut l'huracà es trasllada cap a aigües més fredes, perd les seves característiques tropicals i es converteix en un cicló extratropical.

Cal no oblidar que, malgrat que un cicló hagi perdut les seves característiques tropicals o s'hagi dissipat, pot continuar presentant vents molt forts i pluges abundants.
Molts huracans originats a l'oceà Atlàntic i que han fuetejat amb força les costes d'Amèrica acaben arribant, dies després, a Europa convertits en simples depressions atlàntiques. A tall d'exemple: la depressió tropical Rita es formà el dia 18 de setembre al nord de la República Dominicana i el dia 20 de setembre ja s'havia convertit en l'huracà Rita, un dels més profunds de la història. Fuetejà les costes dels Estats Units entre el 21 i el 24 de setembre fins que tocà terra ferma, es debilità i es convertí en una simple depressió que, seguint la circulació atmosfèrica, arribà a Europa el dia 1 d'octubre.

## Efectes
Quan es troben a mar obert, els ciclons tropicals incrementen de forma notable l'onatge, i les pluges i els forts vents poden afectar embarcacions fins a enfonsar-les. No obstant això, els efectes més devastadors tenen lloc quan aquests fenòmens arriben a tocar terra.
Un cicló tropical que afecta terra ferma pot provocar danys de quatre formes diferents:
- Vent: els vents poden fer malbé o destruir completament vehicles, edificis, vies de comunicació, etc. A banda d'això converteix en projectils i llença a gran velocitat objectes diversos com poden ser elements del mobiliari urbà (semàfors, papereres, indicadors, etc.), objectes que sobresurten de les façanes (rètols), brancatges dels arbres...
- Marea: els huracans produeixen un increment en el nivell del mar que pot inundar comunitats costaneres senceres. És justament aquest l'efecte més devastador, ja que el 80% de les víctimes d'un cicló moren en els llocs on aquests toquen terra.
- Pluja torrencial: les precipitacions intenses poden provocar esllavissades en zones muntanyoses, a banda de desbordar cursos fluvials i altres masses aquàtiques pròximes.
- Tornados: la rotació contínua d'un cicló sovint fomenta la formació de tornados. Encara que aquests tornados normalment no són tan forts com els que es formen fora de les àrees tropicals, poden provocar greus danys.

Moltes vegades, després del pas d'un cicló, els seus efectes secundaris continuen afectant la població. Així poden originar:
- Epidèmies: l'ambient humit que queda després del pas d'un huracà, combinat amb la destrucció d'instal·lacions sanitàries i un clima càlid pot originar epidèmies que poden continuar cobrant vides durant força temps.
- Apagades: els ciclons tropicals moltes vegades provoquen apagades elèctriques massives que dificulten la comunicació i obstaculitzen les tasques de rescat.
- Dificultats en el transport: les tempestes malmeten ponts i carreteres, complicant les feines de transport de medicaments, aliments i aigua per a consum humà cap a les àrees que ho necessiten.

## Denominació dels ciclons tropicals
Quan un cicló tropical arriba a la categoria de tempesta tropical -vents sostinguts superiors als 62 km/h- se li assigna un nom. Això es fa amb l'objectiu de facilitar-ne la identificació de cara a futures reclamacions a les companyies d'assegurances; també permet indicar que la potència del cicló no pot ser menystinguda i aconseguir, així, que els avisos a la població de les zones que seran fuetejades tinguin major incidència. Una tercera raó és que sovint hi ha dos o més ciclons actius alhora; el fet de donar-los un nom permet d'identificar-los millor i evitar-ne confusions.
Els noms es prenen d'unes llistes (on s'alternen noms masculins i femenins) elaborats amb anterioritat per cada regió i compten amb el vistiplau de l'Organització Meteorològica Mundial o dels diferents serveis meteorològics nacionals.
Cada any, es "retiren" els noms d'aquells ciclons tropicals que s'han cobrat vides humanes o bé han estat particularment destructius. En el seu lloc, s'escullen altres noms amb la mateixa inicial i gènere que el retirat.

### Història del nom dels huracans
El costum de posar nom als huracans no és pas nou. Quan els europeus van arribar al Nou Món i van descobrir el fenomen dels ciclons tropicals, ja els anomenaven amb el nom del sant del dia.
El mètode modern de posar noms de persona fou introduït a finals del 1887 pel meteoròleg anglo-australià Clement Wragge qui, curiosament, només escollia noms femenins així com de polítics que l'havien ofès. Durant la Segona Guerra Mundial es va consolidar el costum d'anomenar els huracans exclusivament amb noms de dona.
Però l'increment del trànsit aeri i marítim, així com les millores en les observacions meteorològiques, van fer necessari un acurat seguiment de l'evolució dels huracans, ja que, davant l'eventualitat de trobar-se amb un cicló tropical, les comunicacions per ràdio amb vaixells i aeronaus havien de ser inequívoques. Amb aquest objectiu i amb la finalitat d'ajudar en la seva identificació, l'any 1953 s'inicià als Estats Units la pràctica sistemàtica de posar un nom a les tempestes tropicals i huracans. L'ens encarregat de fer-ho era el Centre Nacional d'Huracans dels Estats Units i és mantingut en l'actualitat per l'Organització Meteorològica Mundial.
D'acord amb la pràctica comuna de la llengua anglesa de referir-se als objectes inanimats (com ara vaixells, trens, etc.) amb el pronom femení "ella", es va mantenir el costum d'assignar als huracans noms exclusivament femenins. Així, a la primera tempesta de l'any li fou assignat un nom femení que començava amb la lletra "A", al segon amb la lletra "B"; i així successivament. Tanmateix, com que les tempestes tropicals i els huracans són, per damunt de tot, fenòmens destructius, hom va considerar aquesta pràctica sexista, raó per la qual a partir de l'any 1979 es van introduir els noms masculins a la nomenclatura. Aquell fou, a més, el primer any en què la llista de noms s'elaborà abans no comencés la temporada de ciclons.

## Els ciclons i el canvi climàtic
La comunitat científica no es posa d'acord en una hipotètica relació entre el canvi climàtic i l'increment en el nombre de ciclons tropicals observat en els darrers anys -especialment pel que fa a l'Atlàntic Nord- i la virulència d'aquests.
Malgrat tot, però, els defensors d'aquesta relació causa-efecte tenen diversos arguments a favor seu. Així, hom apunta com a possibles símptomes d'aquest vincle diversos fenòmens succeïts a les darreres dècades que surten òbviament de la normalitat:
- D'una banda, l'excepcionalitat de la temporada d'huracans de 2005 a l'Atlàntic, que va batre un gran nombre de rècords: mai s'havien registrat 28 ciclons en un sol any; d'aquests, mai 15 s'havien convertit en huracans; mai en una temporada hi havia hagut 4 huracans de categoria 5; l'huracà Wilma arribà a la pressió més profunda mai enregistrada (882 hPa); s'esgotà la llista de noms i va caldre recórrer per primer cop a la història a l'alfabet grec per anomenar sis ciclons, el darrer dels quals fins i tot, no es dissipà fins al gener del 2006.
- En segon lloc, l'atípica formació, l'any 2004 de l'huracà Catarina, al sud de l'oceà Atlàntic, prop del Brasil.
- D'altra banda, la inusual formació de l'huracà Vince, prop de Madeira l'octubre de 2005, per bé que arribà convertit en una simple depressió tropical a les costes del Marroc i Andalusia.
- Més definitives semblen les dades que ofereix el quadre de sota, segons el qual la mitjana d'huracans a l'Atlàntic ha experimentat un notable increment en els darrers decennis:[10]

| Període   | Nombre d'anys | Mitjana de tempestes tropicals | Mitjana d'huracans | Mitjana de grans huracans (>categoria 3) |
| --------- | ------------- | ------------------------------ | ------------------ | ---------------------------------------- |
| 1851-2004 | 154           | 8.5                            | 5.2                | 1.8                                      |
| 1944-2004 | 61            | 10.3                           | 6.0                | 2.6                                      |
| 1955-2004 | 50            | 10.3                           | 5.9                | 2.4                                      |
| 1965-2004 | 40            | 10.6                           | 5.9                | 2.2                                      |
| 1975-2004 | 30            | 10.8                           | 6.0                | 2.3                                      |
| 1985-2004 | 20            | 11.5                           | 6.4                | 2.6                                      |
| 1990-2004 | 15            | 12.2                           | 6.7                | 2.9                                      |
| 1995-2004 | 10            | 13.9                           | 7.8                | 3.8                                      |

## Tipus de ciclons relacionats
A més dels ciclons tropicals, hi ha altres dues classes de ciclons dins de l'espectre dels tipus de ciclons. Aquests tipus de ciclons, coneguts com a ciclons extratropicals i ciclons subtropicals, poden ser etapes per les quals passa un cicló tropical durant la seva formació o dissipació. Un cicló extratropical és una tempesta que obté energia de les diferències de temperatura horitzontals, que són típiques a latituds més altes. Un cicló tropical pot arribar a ser extratropical a mesura que es mou cap a latituds més altes si la seva font d'energia canvia de calor alliberada per condensació a diferències de temperatura entre masses d'aire; encara que no amb tanta freqüència, un cicló extratropical es pot transformar en una tempesta subtropical, i a partir d'aquí en un cicló tropical. Des de l'espai, les tempestes extratropicals tenen un patró característic de núvols en forma de "coma". Els ciclons extratropicals també poden ser perillosos quan els seus centres de baixa pressió provoquen vents potents i alta mar.
Un cicló subtropical és un sistema climàtic que té algunes característiques d'un cicló tropical i algunes característiques d'un cicló extratropical. Es poden formar en una àmplia banda de latituds, des de l'equador fins als 50°. Tot i que les tempestes subtropicals rarament tenen vents de força d'huracà, poden arribar a ser de naturalesa tropical a mesura que els seus nuclis s'escalfen.